# Menu (informatique)
Pour les articles homonymes, voir Menu.

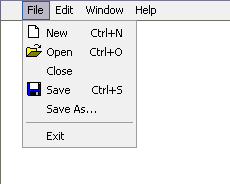
Un menu File déroulé

En informatique, un menu est un élément d'interface graphique, généralement rectangulaire, dans lequel est présentée une liste de commandes. Les menus sont généralement cachés afin de ne pas encombrer l'espace de travail. Ils apparaissent à la suite d'actions précises, tels que le clic sur une zone particulière, ou sur un élément d'une barre de menu.
Ces menus sont à distinguer des sections « menus » que l'on peut retrouver sur un site web. Ce menu est destiné à simplifier l'exploration des pages d'un site via un système ergonomique de liens séparés en catégories aisément compréhensibles.
Les choix proposés par un menu peuvent être sélectionnés par un certain nombre de méthodes, ou interfaces :
- un pointeur électromécanique, tel qu'un stylet ;
- le toucher d'un écran tactile ;
- la voix, avec un système de reconnaissance vocale ;
- le pointage d'un élément avec un pointeur de souris, ou avec un clavier.

Un ordinateur muni d'une interface graphique présente généralement un élément de menu comme une association d'un texte et d'un icône.

## Types de menus
Il existe plusieurs types de menus :
- Les menus « fixes », où la liste des éléments ne varie pas. L'utilisateur n’est pas déstabilisé : l’option trouvée une première fois sera toujours au même endroit.
- Contextuels et semi-contextuels : les choix proposés à l’utilisateur dépendent de l’environnement de l’appel. Sur Windows et les distributions Linux les plus populaires, le clic droit a généralement pour effet d’ouvrir un tel menu. Ce menu propose des choix différents selon que l'on a cliqué sur un dossier ou un fichier.
- Les menus personnalisables par l'utilisateur, qui peut y ajouter du contenu, le nommer et renommer à sa guise, par exemple sur son Navigateur web personnel, qui propose de mémoriser et classer des pages web préférées dans une barre de favoris ou marque-page.
- Les menus dont le contenu est dynamiquement généré par l'application. Par exemple, le menu « Fichier » de Microsoft Word contient, entre autres, une liste des derniers fichiers ouverts.

Dans les navigateurs modernes, on retrouve parfois des menus liés à un flux RSS. Dans ce cas, les éléments proposés sont les dernières mises à jour du flux.
Autre exemple, les « Jumplistes » dans Windows 7 : Le menu contextuel des éléments de la barre des tâches est à la fois constant (éléments propres à Windows, pour retirer l'icone de la barre des tâches par exemple) et dynamiques (géré par l'application).
- Les sous-menus. Ce sont des menus « classiques » qui ne s’ouvrent généralement qu'à la suite d'une action dans le menu parent. Ex : L’élément « Nouveau » du menu contextuel apparaissant en faisant clic droit sur le bureau de Windows, ouvre un nouveau menu. Un sous-menu peut aussi contenir un ou plusieurs sous-menus. Une application que l’on trouve couramment des sous-menus, est de parcourir l’arborescence d’un dossier de fichier.

## Styles de menus

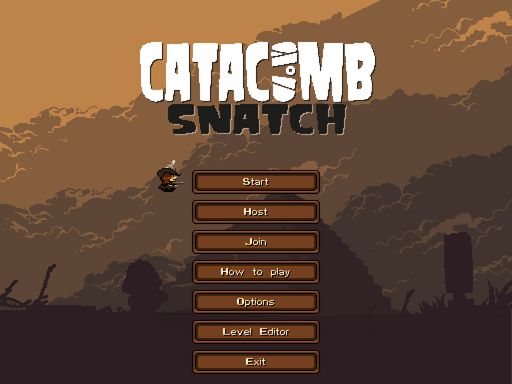
Menu vertical du jeu Catacomb Snatch.

Il est possible d’opter pour une liste verticale d’élément, ou bien disposés horizontalement, alignés sur une même ligne, choix relativement rare quand leur nombre est élevé.2
Autre possibilité, grouper toutes les options dans un unique menu latéral, souvent déclenché par un bouton affichant trois lignes horizontales parallèles. Ce style est fréquent sur les sites web pour téléphones mobiles, car l'espace est restreint.
Les menus dits circulaires, où chaque option est disposée sur un cercle, centré sur le curseur de la souris sont principalement présents dans les jeux vidéos, avec pour avantage qu il suffit de déplacer le curseur dans une direction, sans devoir cibler précisément la ligne voulue comme dans un menu classique.

## Composants
Plusieurs éléments se retrouvent dans un menu :
- Du texte (composé d'un ou plusieurs mots).
- Des images
- Des séparateurs

Les éléments textes peuvent être accompagnés :
- D'une icône
- D'un bouton radio (peu courant)
- D'une case à cocher (peu courant)

Les séparateurs n'ont généralement qu'une fonction d'organisation : ils ne permettent aucune action et sont généralement non-cliquables.